# NOAAS Ronald H. Brown (R 104)

Le NOAAS Ronald H. Brown (R 104) est un navire océanographique hauturier américain de la National Oceanic and Atmospheric Administration. 
Il est le seul navire de recherche de classe mondiale de la NOAA. 
Le navire porte le nom du secrétaire au Commerce des États-Unis, Ronald Brown, qui a été tué dans l'exercice de ses fonctions dans un accident d'avion le 3 avril 1996 lors d'une mission commerciale en Bosnie-Herzégovine.

## Construction
La pose de la quille du Ronald H. Brown a été effectuée en février 1995 au chantier naval de Moss Point VT Halter Marine (en) à Pascagoula dans le Mississippi. Le navire a été mis à l' eau le 30 mai 1996. La NOAA l'a mis en service le 19 juillet 1997 à son port d'attache, Charleston (Caroline du Sud). Il s'agissait du premier navire de recherche océanographique nouvellement construit par la NOAA depuis 17 ans.

## Caractéristiques techniques
D'une longueur de 84 mètres, le Ronald H. Brown est le plus grand navire de la flotte de la NOAA. Sa coque est durcie contre la glace pour permettre la recherche dans l'Arctique et l'Antarctique. Le navire dispose de 59 banettes superposés et peut en accueillir 30 personnes à la fois dans son réfectoire. Le navire comprend également une installation hospitalière de deux lits. L'équipage est composé de six officiers de la NOAA , d'un officier médical du United States Public Health Service Commissioned Corps (en), de 22 membres d'équipage et d'un maximum de 31 scientifiques.
L'équipement de pont comprend trois treuils, deux grues fixes, une grue portative, une flèche hydrographique. Cet équipement donne au Ronald H. Brown une capacité de levage pouvant atteindre 19 000 kg ainsi que 10 000 mètres de câble pouvant tirer jusqu'à 3 700 kg de charge. L'un des treuils est spécialement conçu pour être utilisé avec des câbles spéciaux tels que des câbles à fibre optique ou câble coaxial.
En tant que navire de recherche, une partie importante du navire est dédiée aux laboratoires. Un espace de laboratoire de 380 m² comprend un laboratoire informatique/électronique, un laboratoire de biochimie et un laboratoire humide.
En plus de ses capacités d'échantillonnage océanographique à la pointe de la technologie, le Ronald H. Brown dispose d'instruments pour étudier l'atmosphère, dont un radar météorologique Doppler pour une meilleure compréhension de la dynamique des tempêtes en mer. Cette capacité d'échantillonnage atmosphérique et océanographique combinée rend le navire unique dans la flotte de recherche mondiale. Les scientifiques à bord du navire peuvent étudier des problèmes environnementaux critiques dans les océans du monde.

## Sister ships
Le Ronald H. Brown et trois autres navires de recherche ont tous été construits sur le même modèle de base. 
Les trois navires sœurs sont :
- le RV Thomas G. Thompson (T-AGOR-23) (Université de Washington),
- le RV Roger Revelle (AGOR-24) (Institut d'océanographie Scripps),
- le RV Atlantis (AGOR-25) (National Oceanic and Atmospheric Administration).

### Note et référence
- (en) Cet article est partiellement ou en totalité issu de l’article de Wikipédia en anglais intitulé « NOAAS Ronald H. Brown (R 104) » (voir la liste des auteurs).